# Neil Parish
Neil Parish (n. 26 mai 1956, Bridgwater, Anglia, Regatul Unit) este un om politic britanic, membru al Parlamentului European în perioadele 1999-2004 și 2004-2009 din partea Regatului Unit.